# Cotai Strip

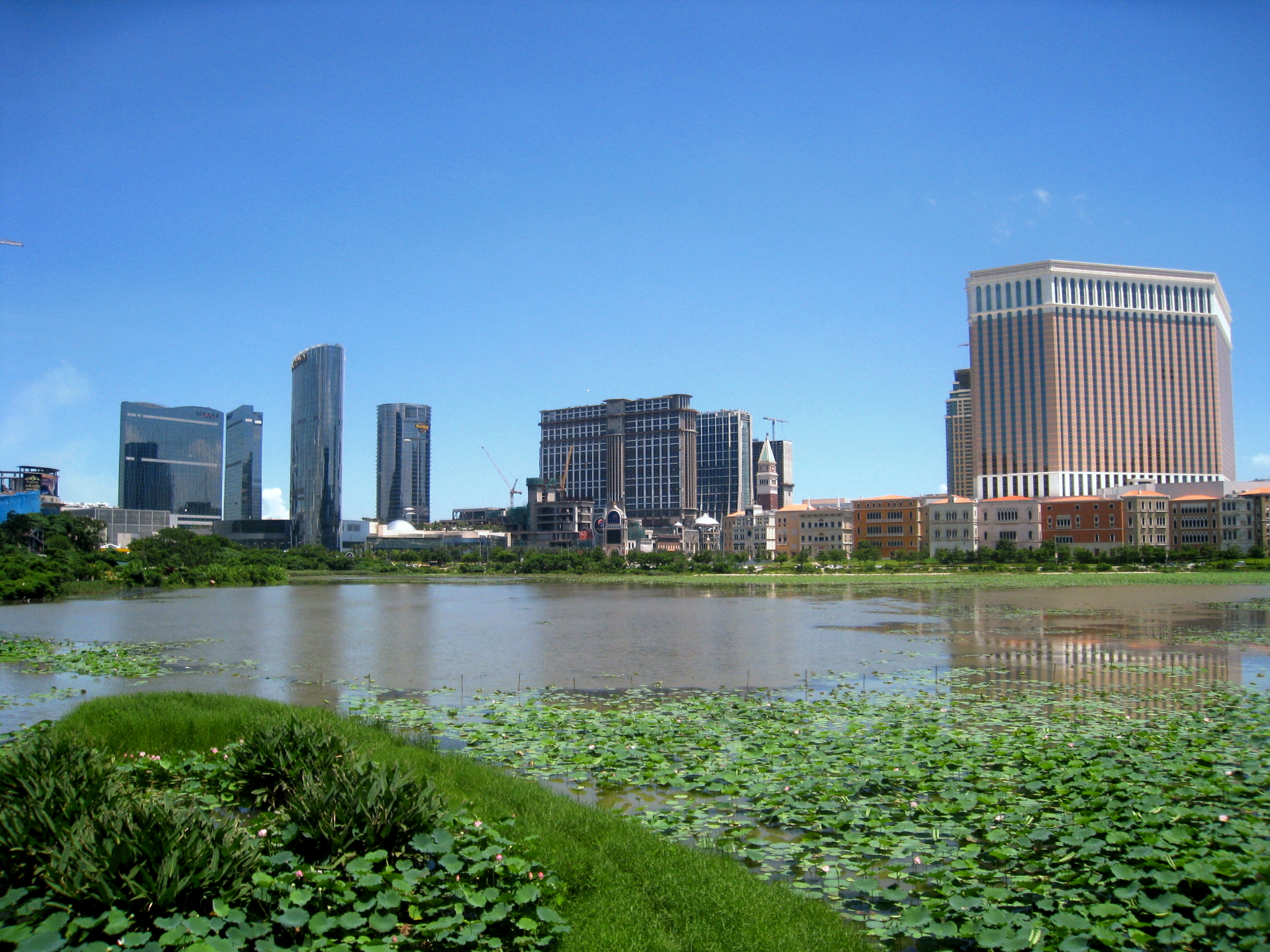
Casino's in de Cotai Strip

De Cotai Strip project in Macau is vergelijkbaar met de Las Vegas Strip in Las Vegas. Het is begonnen met The Venetian Macao, een entertainment complex van de Las Vegas Sands. Hierna is het idee gekomen om hierbij nog zes andere hotels te bouwen, zodat er een totale capaciteit van 20.000 hotelkamers komt. Het is de bedoeling van de Las Vegas Sands groep dat de Cotai Strip per jaar meer moet gaan opbrengen dan de hele staat Nevada.